# William Balikwisha
William Balikwisha, né le 12 mai 1999 en Allemagne, est un footballeur international congolais qui joue au poste de milieu offensif à l'OH Louvain. Il possède également la nationalité belge.

## Biographie

### En club

#### Jeunesse et formation
William Balikwisha s'affilie à l'âge de quatre ans au RSC Anderlecht et il y est repéré en 2014 par un autre club phare et rival du pays, à savoir le Standard de Liège. Il complète quatre saisons en sélection jeunes à Sclessin et signe son premier contrat professionnel le 2 août 2018. Le 18 août 2018, il joue son premier match professionnel face au KSC Lokeren lors de la quatrième journée de la saison 2018-2019 de Jupiler Pro League (victoire, 0-3).

#### Prêts en Belgique et aux Pays-Bas
En août 2019, il est prêté pour un an au Cercle Bruges KSV. Il joue son premier match pour ses nouvelles couleurs le 17 août 2019 face au KV Malines, comptant pour la quatrième journée de la saison 2019-2020 (défaite, 3-1).
N'entrant plus dans les plans du nouvel entraîneur du Cercle, Bernd Storck, le 21 janvier 2020, il est prêté par le Standard au MVV Maastricht pour la deuxième partie de la saison. Il joue son premier match aux Pays-Bas le 24 janvier 2020 contre De Graafschap, rencontre comptant pour la 23e journée de Keuken Kampioen divisie (défaite, 3-2).

#### Retour au Standard de Liège
Lors de la saison 2022-2023, il devient titulaire chez les Rouches sous la houlette de Ronny Deila en inscrivant sept buts dont un en coupe de Belgique et en délivrant cinq passes décisives. Il marque son premier but professionnel le 18 septembre 2022 face au Club Bruges KV et reçoit une seconde carte jaune synonyme d'exclusion pour avoir enlevé son maillot dans l'euphorie de ce premier but.
Toujours titulaire sous Carl Hoefkens au début de la saison 2023-2024, il est relégué sur le banc à partir de la 7e journée et, lors de deux de ses montées au jeu en fin de rencontre, une perte de balle dans l'axe au KAS Eupen sur laquelle il s'arrête de jouer croyant à une faute, ainsi qu'une passe en retrait mal calibrée vers Arnaud Bodart contre le KV Malines, entraînent deux buts concédés par son équipe.

#### OH Louvain (depuis 2024)
William Balikwisha quitte le Standard et signe à l'OH Louvain le 19 juillet 2024. Il dispute ses premières minutes avec ses nouvelles couleurs le 27 juillet 2024, face au Beerschot VA, lorsqu'il monte au jeu pour Youssef Maziz à la 68e minute de jeu (partage, 0-0).

### En sélections nationales
Comptant des sélections chez les jeunes aussi bien pour la Belgique, une sélection chez les moins de 16 ans et une sélection chez les moins de 17 ans, que pour la République démocratique du Congo, deux sélections chez les espoirs congolais, William Balikwisha a le choix d'opter pour trois nations : l'Allemagne, son pays de naissance, la Belgique, son pays d'adoption, ou la République démocratique du Congo, son pays d'origine. Il opte en définitive pour la RDC, le choix du cœur.
Sélectionné en mars 2023 par Sébastien Desabre pour jouer contre la Mauritanie dans le cadre des éliminatoires de la CAN 2023, il honore sa première sélection avec les Léopards le 24 mars lorsqu'il entre en jeu en remplacement de Gaël Kakuta, peu après l'heure de jeu (victoire, 3-1).

## Statistiques

### En club
| Saison                | Club                     | Championnat           | Championnat | Championnat | Championnat | Coupe(s) nationale(s) | Coupe(s) nationale(s) | Coupe(s) nationale(s) | Compétition(s) continentale(s) | Compétition(s) continentale(s) | Compétition(s) continentale(s) | Compétition(s) continentale(s) | Autres compétitions | Autres compétitions | Autres compétitions | Autres compétitions | Total | Total | Total |
| Saison                | Club                     | Division              | M.          | B.          | P.d.        | M.                    | B.                    | P.d.                  | Comp.                          | M.                             | B.                             | P.d.                           | Comp.               | M.                  | B.                  | P.d.                | M.    | B.    | P.d.  |
| 2018-2019             | Standard de Liège        | Division 1A           | 4           | 0           | 1           | 1                     | 0                     | 0                     | C3                             | 0                              | 0                              | 0                              | PO1                 | 1                   | 0                   | 0                   | 6     | 0     | 1     |
| 2020-2021             | Standard de Liège        | Division 1A           | 2           | 0           | 0           | -                     | -                     | -                     | C3                             | -                              | -                              | -                              | PO2                 | 1                   | 0                   | 0                   | 3     | 0     | 0     |
| 2021-2022             | Standard de Liège        | Division 1A           | -           | -           | -           | 1                     | 0                     | 0                     | -                              | -                              | -                              | -                              | -                   | -                   | -                   | -                   | 1     | 0     | 0     |
| 2022-2023             | Standard de Liège        | Division 1A           | 31          | 5           | 4           | 2                     | 1                     | 0                     | -                              | -                              | -                              | -                              | PO2                 | 5                   | 1                   | 1                   | 38    | 7     | 5     |
| 2023-2024             | Standard de Liège        | Division 1A           | 20          | 1           | 1           | 1                     | 1                     | 0                     | -                              | -                              | -                              | -                              | PO2                 | 8                   | 1                   | 1                   | 29    | 3     | 2     |
| Sous-total            | Sous-total               | Sous-total            | 57          | 6           | 6           | 5                     | 2                     | 0                     | -                              | 0                              | 0                              | 0                              | -                   | 15                  | 2                   | 2                   | 77    | 10    | 8     |
| 2019-2020             | Cercle Bruges KSV (prêt) | Division 1A           | 3           | 0           | 0           | 1                     | 0                     | 0                     | -                              | -                              | -                              | -                              | -                   | -                   | -                   | -                   | 4     | 0     | 0     |
| 2019-2020             | MVV Maastricht (prêt)    | Eerste Divisie        | 7           | 0           | 1           | -                     | -                     | -                     | -                              | -                              | -                              | -                              | -                   | -                   | -                   | -                   | 7     | 0     | 1     |
| 2022-2023             | SL16 FC (prêt)           | Division 1B           | 1           | 0           | 0           | -                     | -                     | -                     | -                              | -                              | -                              | -                              | -                   | -                   | -                   | -                   | 1     | 0     | 0     |
| 2024-2025             | OH Louvain               | Division 1A           | 25          | 1           | 1           | 3                     | 1                     | 0                     | -                              | -                              | -                              | -                              | PO2                 | 9                   | 1                   | 0                   | 37    | 3     | 1     |
| 2025-2026             | OH Louvain               | Division 1A           | 4           | 0           | 0           | -                     | -                     | -                     | -                              | -                              | -                              | -                              | -                   | -                   | -                   | -                   | 4     | 0     | 0     |
| Sous-total            | Sous-total               | Sous-total            | 29          | 1           | 1           | 3                     | 1                     | 0                     | -                              | -                              | -                              | -                              | -                   | 9                   | 1                   | 0                   | 41    | 3     | 1     |
| Total sur la carrière | Total sur la carrière    | Total sur la carrière | 97          | 7           | 8           | 9                     | 3                     | 0                     | -                              | 0                              | 0                              | 0                              | -                   | 24                  | 3                   | 2                   | 130   | 13    | 10    |

### En sélections nationales
| Saison                | Sélection             | Phases finales        | Phases finales | Phases finales | Phases finales | Éliminatoires CDM | Éliminatoires CDM | Éliminatoires CDM | Éliminatoires CAN | Éliminatoires CAN | Éliminatoires CAN | Matchs amicaux | Matchs amicaux | Matchs amicaux | Total | Total | Total |
| Saison                | Sélection             | Compétition           | M              | B              | Pd             | M                 | B                 | Pd                | M                 | B                 | Pd                | M              | B              | Pd             | M     | B     | Pd    |
| --------------------- | --------------------- | --------------------- | -------------- | -------------- | -------------- | ----------------- | ----------------- | ----------------- | ----------------- | ----------------- | ----------------- | -------------- | -------------- | -------------- | ----- | ----- | ----- |
| 2022-2023             | RD Congo              | -                     | -              | -              | -              | -                 | -                 | -                 | 1                 | 0                 | 0                 | 1              | 0              | 0              | 2     | 0     | 0     |
| 2023-2024             | RD Congo              | -                     | -              | -              | -              | -                 | -                 | -                 | 0                 | 0                 | 0                 | 2              | 0              | 0              | 2     | 0     | 0     |
| 2024-2025             | RD Congo              | -                     | -              | -              | -              | -                 | -                 | -                 | 2                 | 0                 | 0                 | -              | -              | -              | 2     | 0     | 0     |
| Total sur la carrière | Total sur la carrière | Total sur la carrière | -              | -              | -              | -                 | -                 | -                 | 3                 | 0                 | 0                 | 3              | 0              | 0              | 6     | 0     | 0     |

### Matchs internationaux
| Matchs internationaux de William Balikwisha, | Matchs internationaux de William Balikwisha, | Matchs internationaux de William Balikwisha,                              | Matchs internationaux de William Balikwisha, | Matchs internationaux de William Balikwisha, | Matchs internationaux de William Balikwisha, | Matchs internationaux de William Balikwisha, | Matchs internationaux de William Balikwisha,                      |
| #                                            | Date                                         | Lieu                                                                      | Adversaire                                   | Résultat                                     | Compétition                                  | Club                                         | Notes                                                             |
| -------------------------------------------- | -------------------------------------------- | ------------------------------------------------------------------------- | -------------------------------------------- | -------------------------------------------- | -------------------------------------------- | -------------------------------------------- | ----------------------------------------------------------------- |
| 1                                            | 24 mars 2023                                 | Stade Tout Puissant Mazembe, Lubumbashi, République démocratique du Congo | Mauritanie                                   | V 3 - 1                                      | Éliminatoires de la CAN 2023                 | Standard de Liège                            | Entre en jeu à la place de Gaël Kakuta à la 62e minute de jeu.    |
| 2                                            | 14 juin 2023                                 | Stade de la Réunification, Douala, Cameroun                               | Ouganda                                      | V 1 - 0                                      | Match amical                                 | Standard de Liège                            | Entre en jeu à la place de Aaron Tshibola à la 66e minute de jeu. |
| 3                                            | 13 octobre 2023                              | Stade de la Condomina, Murcie, Espagne                                    | Nouvelle-Zélande                             | N 1 - 1                                      | Match amical                                 | Standard de Liège                            | Entre en jeu à la place de Theo Bongonda à la 59e minute de jeu.  |
| 4                                            | 17 octobre 2023                              | Estádio do Bonfim, Setúbal, Portugal                                      | Angola                                       | N 0 - 0                                      | Match amical                                 | Standard de Liège                            | Titulaire, remplacé par Jackson Muleka à la 74e minute de jeu.    |
| 5                                            | 16 novembre 2024                             | Stade du 28-Septembre, Conakry, Guinée                                    | Guinée                                       | D 0 - 1                                      | Éliminatoires de la CAN 2025                 | OH Louvain                                   | Entre en jeu à la place de Noah Sadiki à la 76e minute de jeu.    |
| 6                                            | 19 novembre 2024                             | Stade des Martyrs, Kinshasa, République démocratique du Congo             | Éthiopie                                     | D 1 - 2                                      | Éliminatoires de la CAN 2025                 | OH Louvain                                   | Entre en jeu à la place de Noah Sadiki à la 46e minute de jeu.    |

## Vie privée
William Balikwisha a un frère cadet, Michel-Ange Balikwisha, qui est également footballeur professionnel passé par le Standard de Liège.